# Karisimbi
Karisimbi je stratovulkán, který se nachází v pohoří Virunga na hranicích Rwandy a Demokratické republiky Kongo. Se 4507 m je nejvyšší horou Rwandy a celého pohoří Virunga, které tvoří řetěz osmi vysokých vulkánů dlouhý téměř 60 km. Pohoří leží mezi Edwardovým jezerem a jezerem Kivu.

## Geografická charakteristika
Vrchol sopky Karisimbi tvoří 2 kilometrů široká kaldera Branca, která je vyplněná viskózními lávovými proudy a dvěma parazitickými explozivními krátery. Další parazitické krátery se nacházejí podél severo-jihozápadní zlomové zóny. Nejmladší horniny jsou na východní straně kaldery a jsou staré asi 10 000 let.